# ديفيد هاريسون (لاعب كريكت)
ديفيد هاريسون (بالإنجليزية: David Harrison)‏ (30 يوليو 1981 في المملكة المتحدة - ) هو لاعب كريكت بريطاني. لعب مع نادي مقاطعة غلاموركن للكريكت ‏ ونادي مارليبون للكريكت ‏.